# Cantón de Alaigne
El cantón de Alaigne era una división administrativa francesa, que estaba situada en el departamento de Aude y la región de Languedoc-Rosellón.

## Composición
El cantón estaba formado por veintiséis comunas:
- Alaigne
- Bellegarde-du-Razès
- Belvèze-du-Razès
- Brézilhac
- Brugairolles
- Cailhau
- Cailhavel
- Cambieure
- La Courtète
- Donazac
- Escueillens-et-Saint-Just-de-Bélengard
- Fenouillet-du-Razès
- Ferran
- Gramazie
- Hounoux
- Lasserre-de-Prouille
- Lauraguel
- Lignairolles
- Malviès
- Mazerolles-du-Razès
- Montgradail
- Monthaut
- Pomy
- Routier
- Seignalens
- Villarzel-du-Razès

## Supresión del cantón de Alaigne
En aplicación del Decreto n.º 2014-204 de 21 de febrero de 2014, el cantón de Alaigne fue suprimido el 22 de marzo de 2015 y sus 26 comunas pasaron a formar parte del nuevo cantón del Cepo de Rasés (de marzo de 2015 a enero de 2016 llamado Cantón de Bram).